# 所罗门王的宝藏
《所羅門王的寶藏》（King Solomon's Mines）是英國小說家亨利·萊特·哈葛德（Hennry Rider Haggard）的成名作，於1885年出版。其靈感來自羅伯·路易斯·史蒂文生的《金銀島》。台湾1970年代东方少年文库有出版这部小说中文注音版。

## 背景
據《聖經·舊約》記載，所羅門王是大衛王之子，出生於西元前1000年，是以色列第三位君王。統治以色列王國長達40年。被視為猶太人歷史上最偉大的國王。據說所羅門王在耶路撒冷建立一座聖殿，藏有無數的珍寶。西元前597年，以色列被巴比倫王國征服，聖殿被毀，寶物下落不明。《所羅門王的寶藏》即透過這段歷史說明寶藏是放置在非洲的某個角落。2009年1月29日，美國考古學家湯瑪斯·萊維，宣稱在約旦南部發現傳說中的所羅門寶藏。
《所羅門王的寶藏》是哈葛德的代表作，甫推出即造成轟動，引發探尋寶藏的熱潮。哈葛德成為家喻戶曉的作家，林紓即翻譯了二十多部哈葛德作品。

## 大綱
一位年輕人艾伦·夸特梅因（Allan Quatermain）是非洲狩獵獵人，一次偶然的機會下在开普敦到纳塔尔省的船上認識英国爵士亨利·柯蒂斯和约翰·古德上校，柯蒂斯请他去找尋所罗门王宝藏的真相。在遼闊的沙漠深處，隱藏著所羅門王的寶藏，柯蒂斯爵士的弟弟，曾经因追寻所罗门王宝藏而一去不回。
艾伦·夸特梅因與僕人翁波帕经过长途跋涉，终于来到了目的地，並且遇上了當地的國王茲瓦拉，茲瓦拉身邊的巫師妖婆葛考爾則誣稱艾倫一行人是會毀滅王國的一群人，茲瓦拉因此而感到害怕，正準備殺害艾倫一行人時，艾倫用掌心雷（即槍）震懾住茲瓦拉，以掌心雷的力量向茲瓦拉宣稱自己與夥伴是外星球的神，茲瓦拉因而畏懼而招待一行人進入皇宮，茲瓦拉在皇宮上展現其殘暴的本性。不久後，艾倫一行人得知翁波帕是前任國王之子，而茲瓦拉乃前國王之弟，趁國家政局不穩時在葛考爾的扶持下發動政變殺害前國王並控制國家，翁波帕在襁褓中被母親帶著逃離王國。
翁波帕為重掌大權，與對茲瓦拉不滿許久的王叔伊哈德聯手，在艾倫一行人的幫助下，以正統王室繼承人的身分為號召發動內戰成功推翻茲瓦拉，茲瓦拉本人則在最後的決鬥中被亨利爵士斬首。翁波帕在登基後，兌現給予艾倫一行人的承諾，命令葛考爾帶領艾倫一行人去尋找索羅門王的寶藏，宝藏在地图显示所在地名颇不雅名双乳山，葛考爾懼於翁波帕的權威只得不情願照做，到達目的地後艾倫一行人卻反遭葛考爾陷害，被關在歷代國王的墓穴中，葛考爾本人也遭到巨石壓死，艾倫一行人在尋找出口的同時，意外的找到了所羅門王的寶藏並成功找到出口逃出生天，途中亨利爵士甚至找回自己失散多年的兄弟，一行人在與翁波帕道別後榮歸故里。小说中段有一景谈非洲的当时常见部落战争，交战双方万余黑人正准备对峙大战丢枪矛前，三大胆近山观战的伦敦白人之一感觉无疗，竟拆嘴裏假牙用手帕擦，发生妙事是万名黑人竟转过身看这白人擦假牙，黑人大感神妙，竟纷纷放下手中矛，跪地喊神已出现并拜这三人，这裏算是此小说一精彩高潮处，从此这三伦敦白人竟大受当地黑人欢迎混吃混喝到处閑逛。